# Make Happy
Make Happy é uma comédia stand-up escrita e interpretada por Bo Burnham, que ele apresentou ao vivo em 2015 e 2016. Foi dirigida por Burnham e Chris Storer, e uma gravação do show foi lançada na Netflix em 3 de junho de 2016. Semelhante ao especial anterior de Burnham, What., o show é uma performance especificamente coreografada que combina comédia com música e usa canções pré-gravadas, efeitos de iluminação de palco e efeitos sonoros. Recebeu uma resposta crítica extremamente positiva, com vários críticos elogiando a desconstrução de Burnham de vários tipos de performances, piadas inteligentes baseadas em desorientação e sua personalidade no palco.

## História
Burnham ganhou fama aos 16 anos depois de postar vídeos no YouTube a partir de 2006. Ele assinou contrato com a Comedy Central Records e lançou seu primeiro EP, "Bo Fo Sho", em 2008. Seu trabalho mais recente na época do Make Happy foi o stand-up show What., com o qual fez turnê em 2013 e lançou gratuitamente no YouTube e Netflix em dezembro de 2013. Durante a turnê para quê., ele começou a ter ataques de pânico antes dos shows, o que pode ter influenciado a escrita e a performance de Make Happy.
Enquanto segmentos para What. foram escritos sem o design de produção em mente, com esses elementos sendo adicionados posteriormente, Make Happy utiliza luzes, faixas de apoio e outras tecnologias. Burnham começou a turnê do Make Happy em fevereiro de 2015. Em 11 de dezembro de 2015, Make Happy foi gravado para a Netflix no Capitol Theatre em Port Chester, Nova York, e lançado em 3 de junho de 2016, em um momento em que a Netflix estava lançando vários especiais de comédia stand-up de conteúdo original por mês.

## Sinopse
Na introdução, Burnham acorda em um quarto de hotel maquiado de palhaço e vai até o teatro enquanto uma voz robótica se dirige ao público, comentando como o mundo não é engraçado. O show começa com uma música baseada em chamada e resposta, onde Burnham pede a vários grupos da plateia (por exemplo, virgens) que gritem "Hell, yeah!" Após essa música, Burnham imediatamente segue para uma música mais introspectiva e meta.
Em seguida, Burnham vai para o teclado e canta uma canção satírica sobre os problemas de ser um homem branco e heterossexual e, em seguida, apresenta um monólogo cômico sobre o tema raça, no qual engana o público para que grite a palavra nigger. Quando Bo começa a mudar de assunto, uma música pré-gravada o interrompe, chamando-o de bicha, e continuando a chamá-lo de "bicha de merda" até que ele exige que a faixa seja interrompida. Burnham segue para uma discussão sobre música hip hop e apresenta uma versão hip-hop de "I'm a Little Teapot" e "Baa, Baa, Black Sheep", canções infantis da língua inglesa, para ilustrar seu ponto de vista. Após uma série de piadas subversivas baseadas em desorientação, Burnham afirma que improvisará uma música sobre um membro do público e pergunta a um membro do público seu nome - Rob. Uma faixa pré-gravada fala sobre Bo fazendo sexo com a mãe de alguém, e ele insere o nome "Rob" nas lacunas da faixa. Burnham então começa a falar sobre música country e a criticar a indústria moderna, cantando uma canção country simulada sobre cantores country ricos agradando seu público.
Depois de criticar o segmento de dublagem do The Tonight Show, Burnham faz uma mímica sobre ver um pênis em um banheiro e depois uma música sobre o amor, onde defende que as pessoas diminuam suas expectativas ao procurar um parceiro. Ele faz algumas piadas rápidas e, em seguida, faz outras mímicas sobre fazer sanduíches sob o efeito de maconha e embriagado. Seguindo uma propaganda falsa do Flamin' Hot Cheetos, ele apresenta uma música onde manda o ouvinte se matar, explicando antes, durante e depois da música que se trata dos perigos de ouvir os conselhos dos cantores pop e levar suas letras a sério demais.
Ele lida com alguns breves hecklers antes de começar uma música sobre um término, que foca no homem atacando a mulher como uma forma de lidar com suas emoções. Em seguida, ele começa a analisar o significado do espetáculo, a cultura da performance promovida pelas redes sociais e o conceito de geração Eu. Burnham então apresenta uma música inspirada na maneira como Kanye West encerrou suas apresentações na turnê The Yeezus Tour, discursando comedicamente sobre pequenos aborrecimentos, como a largura das latas de Pringles e burritos cheios demais, até lentamente fazer a transição para cantar sobre seu relacionamento conflituoso com seu público e sua ansiedade de estar em palco. Isso encerra o show, mas um segmento final apresenta Burnham na casa de hóspedes de sua própria casa, conversando com o espectador com uma música onde ele aborda a pergunta retórica "Você está feliz?". A música, e o especial, termina com Burnham saindo da casa de hóspedes e cumprimentando sua namorada e seu cachorro.

## Análise
Tematicamente, como o próprio Burnham menciona no especial, pode-se dizer que Make Happy é "sobre atuação". Ao longo do show, Burnham mantém uma "persona espinhosa" com o público, "alternando entre fazê-los rir e provocá-los, até mesmo insultá-los". O espetáculo é "meticulosamente coreografado" e faz uso extensivo de música pré-gravada, iluminação teatral, efeitos sonoros e seu público; Foi descrito como uma continuação tonal de What., que apresentou atos que foram comparados à mímica de fazer sanduíches, canção de término, e à paródia de West em Make Happy, e intercala comédia, música, teatro e poesia. O show tem "bits discretos" que são "aparentemente desconexos" e contêm muitos "pequenos detalhes", mas há conexões entre eles.
Make Happy faz piadas sobre tropos comuns na comédia e na música. Os "momentos tranquilos de honestidade" do programa servem para destacar uma percepção de falta de substância na indústria do entretenimento. As músicas tocadas satirizam hip-hop, bro-country e música pop "inspiradora". Outros temas comentados pelo programa são a divinização de celebridades e a natureza onipresente das redes sociais. Burnham comenta em entrevista que o segmento zombando de Kanye West é "feito com amor", elogiando que West "faz coisas incríveis e se dedica ao trabalho".

## Futuro
Após o lançamento de Make Happy na Netflix em junho de 2016, Burnham afirmou que pode ser o último show stand-up que ele fará em um futuro próximo, já que planejava se concentrar mais na escrita. Durante seu tempo fora, ele escreveu e dirigiu o premiado filme de comédia dramática de 2018, Eighth Grade. Em maio de 2021, ele lançou o especial aclamado pela crítica Inside, que filmou e atuou durante a pandemia de COVID-19 sem público ou equipe inteiramente em um cômodo de sua casa (o mesmo cômodo em que termina Make Happy).

## Recepção critica
Make Happy foi muito bem recebido pela crítica. Hugar, do The AV Club, deu ao programa uma classificação A−, chamando-o de "um dos melhores especiais de stand up do ano". Hugar observou que o show "fica mais vanguardista e consideravelmente mais sombrio" do que o material anterior de Burnham e resumiu: "Burnham é um comediante habilidoso e sua combinação de composições rápidas e observações substanciais sobre a vida moderna são cativantes". Newman, da Forbes, deu a Make Happy uma crítica extremamente positiva, descrevendo-o como "facilmente o melhor especial de comédia que [a Netflix] já produziu", elogiando as "trocas entre diversão e consideração" de Burnham e a presença de palco "afiada e autodepreciativa".
Caballero da Impact dá ao especial da Netflix uma crítica muito positiva, dizendo que Burnham "mostra o humor satírico, arrogante, mas autodepreciativo que o caracteriza", criando uma obra que é "profundamente pessoal", e termina o show com "uma pergunta ["Você está feliz?"] tão sincera que é difícil imaginar qualquer outro comediante sendo tão sincero". Caballero elogia essa mudança tonal como uma melhoria em relação ao "comportamento infantil" exibido em What.
Williams do TheVine dá uma crítica positiva do especial, escrevendo que Burnham "se desconstrói em uma rotina histérica, brilhantemente autoconsciente, às vezes perturbadora". Czajkowski deu ao programa uma crítica positiva no The Guardian, opinando que Burnham é "excepcionalmente bom em desorientar" e usou uma "mistura de música, inteligência e comédia experimental" que criou "um frescor raramente visto no palco", mas criticando alguns dos seu "material mais atrevido" e descrevendo o show como "um pouco travado".
Bennett, do Chortle, chama Burnham de "intensamente criativo", com a capacidade de "surpreender com uma frase astuta", e acredita que o show é uma "hora de felicidade". McCarthy, do Decider, diz que Burnham demonstra um "conhecimento astuto dos engraçadinhos que subiram aos palcos antes dele, bem como uma propensão para desconstruir a própria natureza do entretenimento e a relação entre o artista e o público, entre a estrela e os fãs".

## Ligaçõex externas
- Make Happy na Netflix
- Make Happy. no IMDb.
- «Make Happy» (em inglês) no Rotten Tomatoes